# بروس مورای (فوتبال)
بروس مورای (انگلیسی: Bruce Murray؛ زادهٔ ۲۵ ژانویهٔ ۱۹۶۶) یک بازیکن فوتبال در پست مهاجم اهل ایالات متحده آمریکا است.

## باشگاهی
از باشگاه‌هایی که در آن بازی کرده‌است می‌توان به باشگاه فوتبال میلوال و باشگاه فوتبال استوک‌پورت کانتی اشاره کرد.

## تیم ملی
وی همچنین در تیم ملی فوتبال ایالات متحده آمریکا بازی کرده است.